# Protaetia ikonomovi
Protaetia ikonomovi är en skalbaggsart som beskrevs av Miksic 1958. Protaetia ikonomovi ingår i släktet Protaetia och familjen Cetoniidae. Inga underarter finns listade i Catalogue of Life.